# Alda (Nebraska)
Alda je selo u američkoj saveznoj državi Nebraska. Prema popisu stanovništva iz 2010. u njemu je živjelo 642 stanovnika.